# آنا باولينا لونا
آنا باولينا لونا (مواليد 1989) هي سياسية أمريكية من الحزب الجمهوري وهي حالياً عضو في مجلس النواب الأمريكي بعد أن فازت في انتخابات عام 2022.